# Stenolestes
Megasemum
Megasemum (coléoptères) Kraatz, 1879 genre de coléoptères.
Genre
Synonymes
- Megasemum Aymard, 1856
- Megasemum Maneval, 1936

Stenolestes est un genre fossile d'insectes odonates (demoiselles) de la famille des Sieblosiidae. 
Ce genre a remplacé les genres Megasemum proposé par Aymard en 1856 et Maneval en 1936.

## Classification
Le  genre Stenolestes est décrit par l'entomologiste américain Samuel Hubbard Scudder (1837-1911) en 1895,.

### Fossiles
Selon Paleobiology Database en 2023, les quinze collections pour vingt-et-une occurrences et espèces découvertes viennent toutes des deux époques Miocène ou Oligocène, donc du Cénozoïque, et de l'Europe ou de la Russie.

## Espèces fossiles
Selon Paleobiology Database en 2023, quatorze espèces sont référencées :
- †Stenolestes adygeianensis Nel et al., 2005
- †Stenolestes andancensis Riou & Nel, 1995
- †Stenolestes belligaudi Nel et al., 1997
- †Stenolestes camoinsi Nel, 1986
- †Stenolestes cerestensis Nel et al., 2005
- †Stenolestes coulleti Nel et Papazian, 1986
- †Stenolestes dauphinensis Nel et al., 1997
- †Stenolestes falloti Théobald, 1937
- †Stenolestes fasciata Nel et al., 2005
- †Stenolestes fischeri Nel, 1986
- †Stenolestes hispanicus Nel, 1986
- †Stenolestes iris Heer, 1879
- †Stenolestes rhodopensis Nel, Simov, Bozukov & Marinov, 2016

- †Stenolestes ronzonense Maneval, 1936[3]

### Publication originale
- [1895] (en) Samuel Hubbard Scudder, « The Miocene insect-fauna of Oeningen, Baden », The Geological Magazine, New Series, vol. Decade IV 2,‎ 1895, p. 116-122.